# Tockus monteiri
El toco angoleño o de Monteiro (Tockus monteiri) es una especie de ave bucerotiforme de la familia Bucerotidae que habita en el suroeste africano, en las sabanas y parajes semidesérticos de Angola y Namibia. No se reconocen subespecies.

## Galería

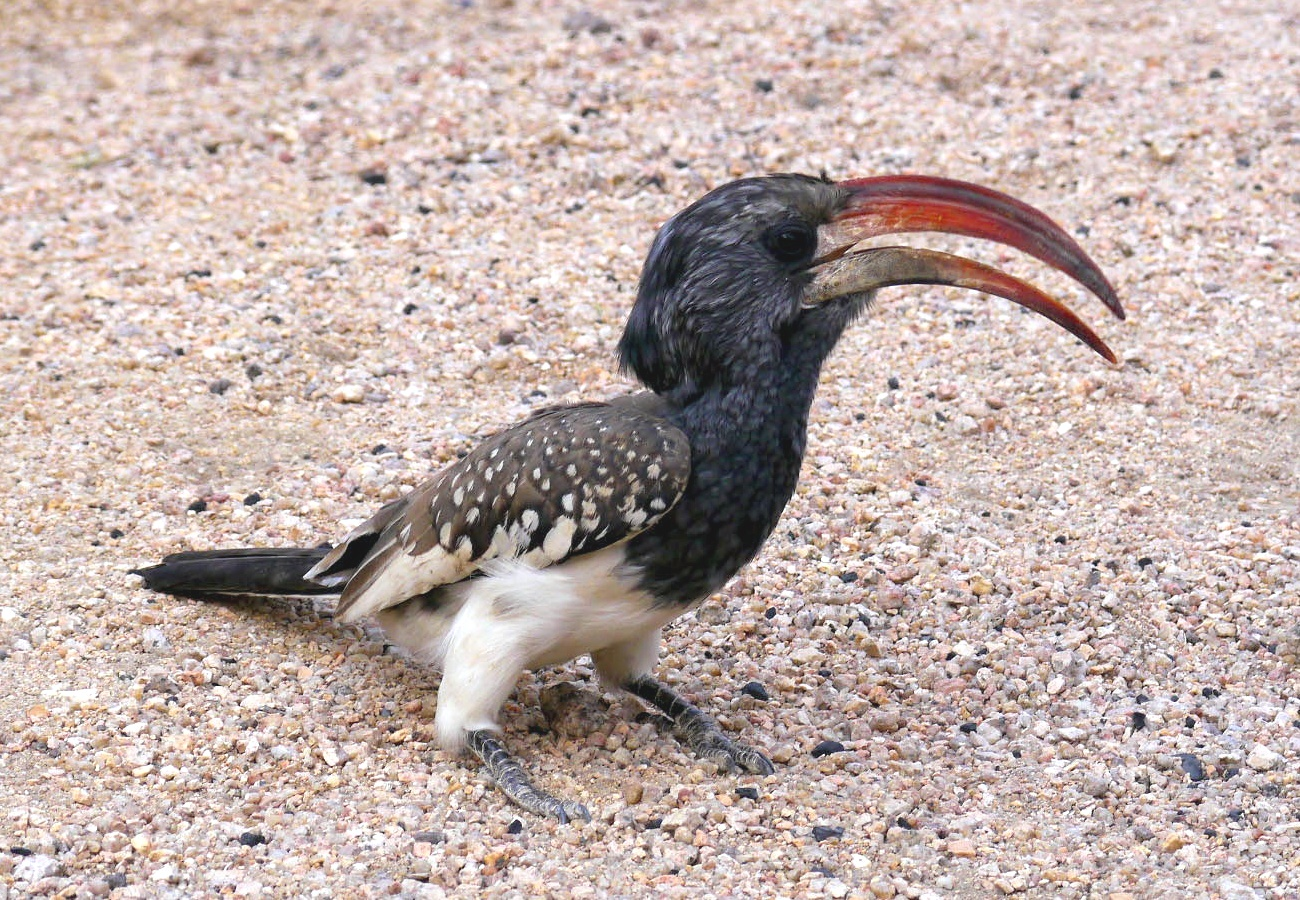
En Spitzkoppe (Namibia)
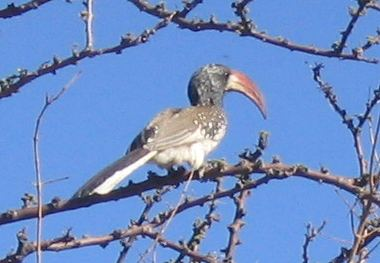